# Barentsburg
Barentsburg (in russo Баренцбург?) è il secondo insediamento in termini di popolazione delle isole Svalbard. Dista circa 55 km da Longyearbyen ma non vi sono strade di collegamento fra i due centri abitati. La popolazione  è quasi interamente costituita da minatori russi e ucraini.

## Storia
Barentsburg fu fondata nel 1932 da una compagnia carbonifera olandese che la cedette in seguito alla sovietica Arktikugol'(Арктикуголь). Nonostante le Svalbard siano sotto la sovranità norvegese, il trattato delle Svalbard (1920) permette alle nazioni firmatarie di sfruttarne le risorse.
Negli ultimi anni è cresciuta l'importanza dell'attività turistica. Durante il periodo estivo gli abitanti del luogo organizzano anche spettacoli folkloristici. La città è sede del Museo dei Pomory sito all'interno del vecchio Palazzo della cultura e dello sport dove vi è ancora un campo da basket e di calcio a cinque, una palestra ed una piscina ad acqua di mare riscaldata (restaurati nel 2024). Nell'insediamento vi sono due hotel ed è presente un piccolo negozio di souvenir per turisti. 
A partire dal 2014, in occasione dell'eclissi totale di sole del 20 marzo 2015, sono stati portati avanti alcuni progetti di restyling delle facciate delle strutture principali della città ed è stato costruito un nuovo ostello. I mattoni di numerosi edifici sono stati ricoperti da pannelli colorati e moderni, ciò è avvenuto ad esempio per gli hotel, la sede della Arktikugol, il Municipio ed il Palazzo della cultura dello sport. Molti edifici sono in fase di ristrutturazione anche interna a partire dal 2015.

## Media
Per l'ambientazione di una puntata della serie televisiva britannica Fortitude, la produzione si è ispirata a Barentsburg, in quanto unico insediamento ex-sovietico ancora in funzione delle Isole Svalbard.

## Clima
| Barentsburg (1991-2020) Fonte: | Mesi         | Mesi         | Mesi         | Mesi         | Mesi         | Mesi        | Mesi        | Mesi        | Mesi         | Mesi         | Mesi         | Mesi         | Stagioni | Stagioni | Stagioni | Stagioni | Anno  |
| Barentsburg (1991-2020) Fonte: | Gen          | Feb          | Mar          | Apr          | Mag          | Giu         | Lug         | Ago         | Set          | Ott          | Nov          | Dic          | Inv      | Pri      | Est      | Aut      | Anno  |
| ------------------------------ | ------------ | ------------ | ------------ | ------------ | ------------ | ----------- | ----------- | ----------- | ------------ | ------------ | ------------ | ------------ | -------- | -------- | -------- | -------- | ----- |
| T. max. media (°C)             | −7,7         | −8,2         | −8,6         | −5,9         | −0,7         | 4,6         | 8,7         | 7,5         | 3,5          | −1,8         | −4,0         | −6,1         | −7,3     | −5,1     | 6,9      | −0,8     | −1,6  |
| T. media (°C)                  | −10,3        | −11,0        | −11,3        | −8,6         | −2,7         | 2,8         | 6,4         | 5,5         | 1,8          | −3,7         | −6,3         | −8,6         | −10,0    | −7,5     | 4,9      | −2,7     | −3,8  |
| T. min. media (°C)             | −13,0        | −13,7        | −13,9        | −10,9        | −4,4         | 1,4         | 4,8         | 4,0         | 0,3          | −5,6         | −8,7         | −11,1        | −12,6    | −9,7     | 3,4      | −4,7     | −5,9  |
| T. max. assoluta (°C)          | 6,8 (1970)   | 5,6 (1975)   | 4,1 (1976)   | 5,3 (2006)   | 9,9 (1960)   | 14,6 (1953) | 20,3 (1999) | 17,9 (2015) | 12,1 (1990)  | 8,5 (1961)   | 6,8 (1953)   | 7,6 (2017)   | 7,6      | 9,9      | 20,3     | 12,1     | 20,3  |
| T. min. assoluta (°C)          | −37,1 (1967) | −39,3 (1979) | −39,8 (1986) | −33,3 (1988) | −22,5 (1981) | −9,2 (1962) | −1,0 (1981) | −3,5 (1994) | −12,2 (1988) | −27,1 (1968) | −29,3 (1951) | −37,3 (1968) | −39,3    | −39,8    | −9,2     | −29,3    | −39,8 |
| Nuvolosità (okta al giorno)    | 6,5          | 6,5          | 6,6          | 6,7          | 7,5          | 8,2         | 8,1         | 8,5         | 8,5          | 7,7          | 7,3          | 6,8          | 6,6      | 6,9      | 8,3      | 7,8      | 7,4   |
| Precipitazioni (mm)            | 61           | 47           | 58           | 36           | 31           | 20          | 29          | 40          | 55           | 59           | 67           | 62           | 170      | 125      | 89       | 181      | 565   |
| Giorni di pioggia              | 2            | 1            | 2            | 1            | 3            | 10          | 17          | 16          | 12           | 4            | 3            | 2            | 5        | 6        | 43       | 19       | 73    |
| Giorni di neve                 | 24           | 20           | 22           | 20           | 20           | 10          | 1           | 3           | 14           | 22           | 23           | 24           | 68       | 62       | 14       | 59       | 203   |
| Giorni di nebbia               | 0,4          | 1,0          | 1,0          | 1,0          | 1,0          | 3,0         | 3,0         | 2,0         | 3,0          | 1,0          | 1,0          | 0,0          | 1,4      | 3,0      | 8,0      | 5,0      | 17,4  |
| Umidità relativa media (%)     | 77           | 77           | 77           | 77           | 79           | 81          | 81          | 82          | 81           | 77           | 77           | 77           | 77       | 77,7     | 81,3     | 78,3     | 78,6  |
| Vento (direzione-m/s)          | SE 3,8       | SE 3,6       | SE 3,2       | SE 3,0       | SE 2,7       | S 2,6       | S 2,9       | S 2,7       | SE 2,9       | SE 3,4       | SE 3,8       | SE 3,9       | 3,8      | 3,0      | 2,7      | 3,4      | 3,2   |

## Galleria d'immagini

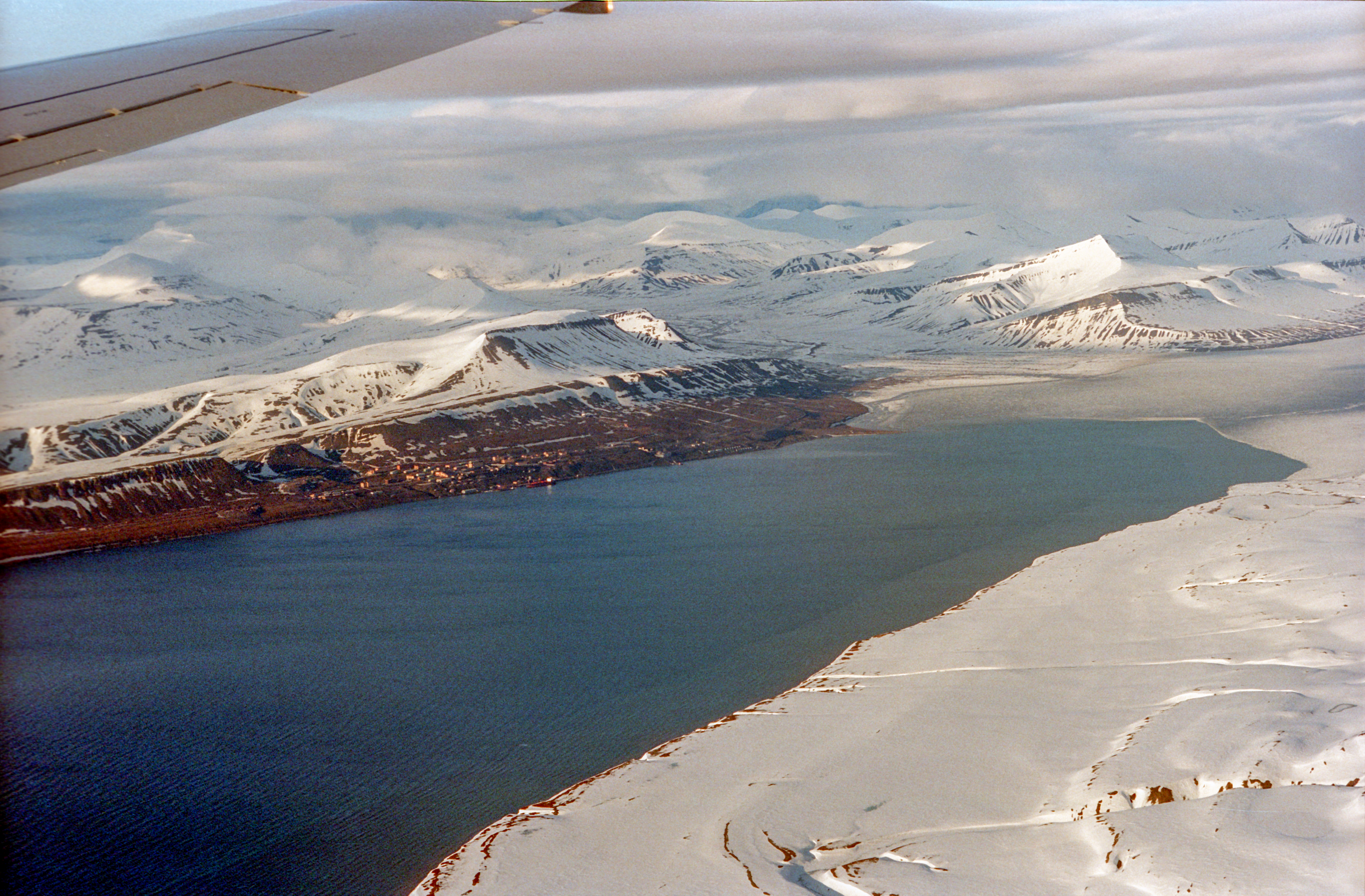
Vista aerea di Barentsburg
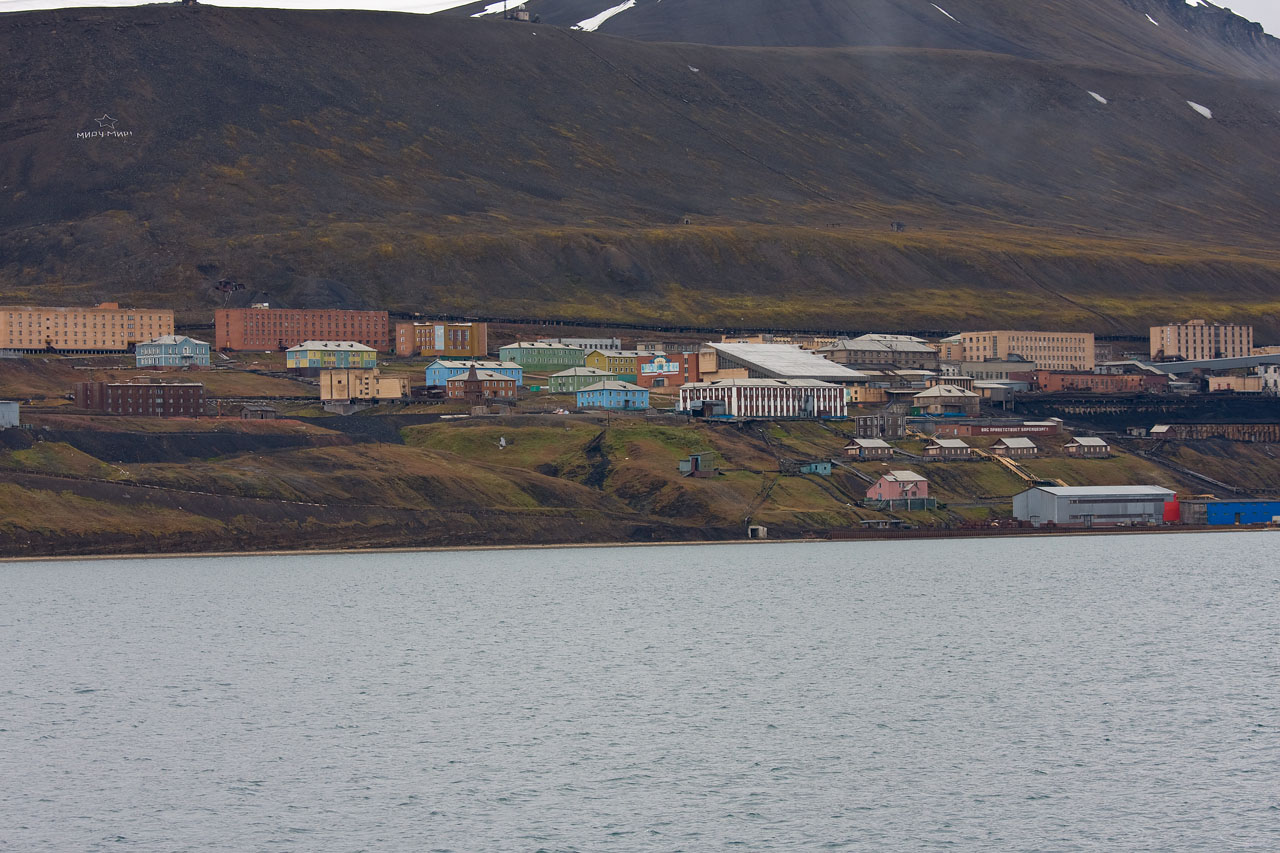
Barentsburg dal mare
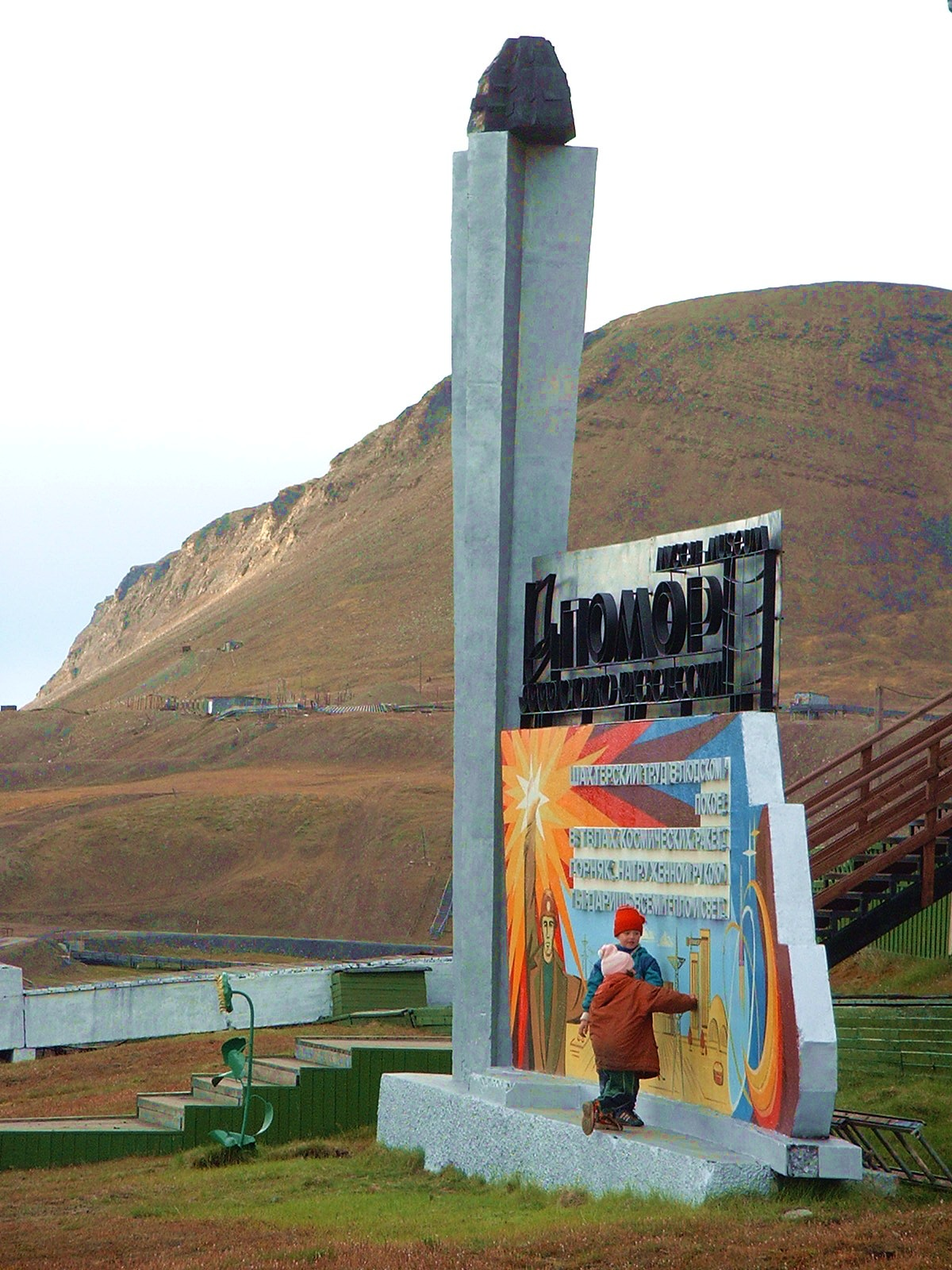
Monumento al carbone
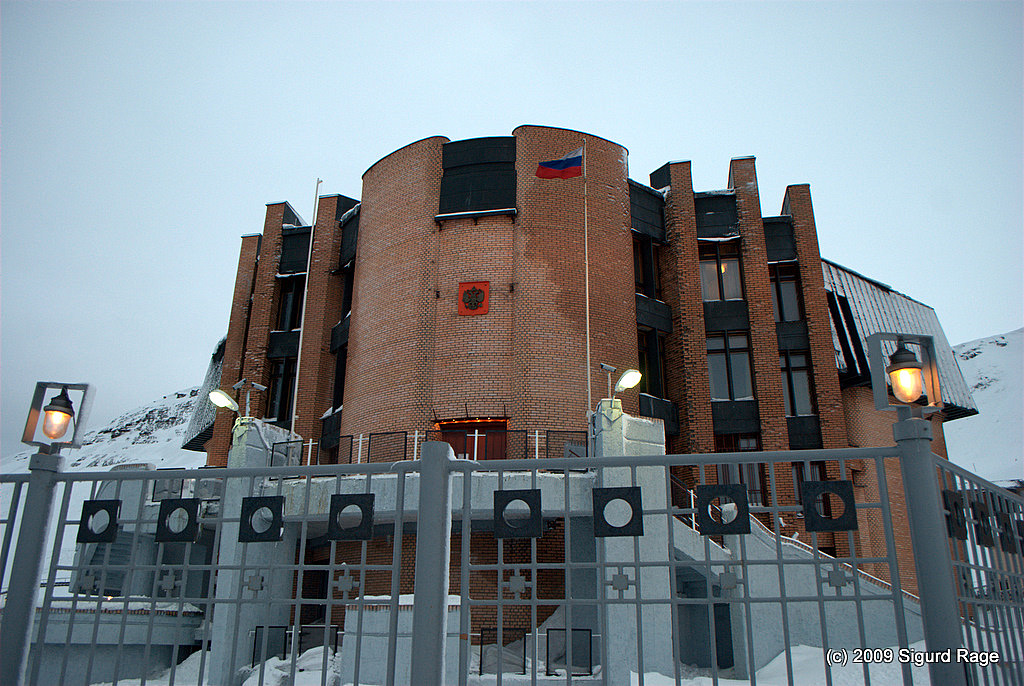
Consolato russo
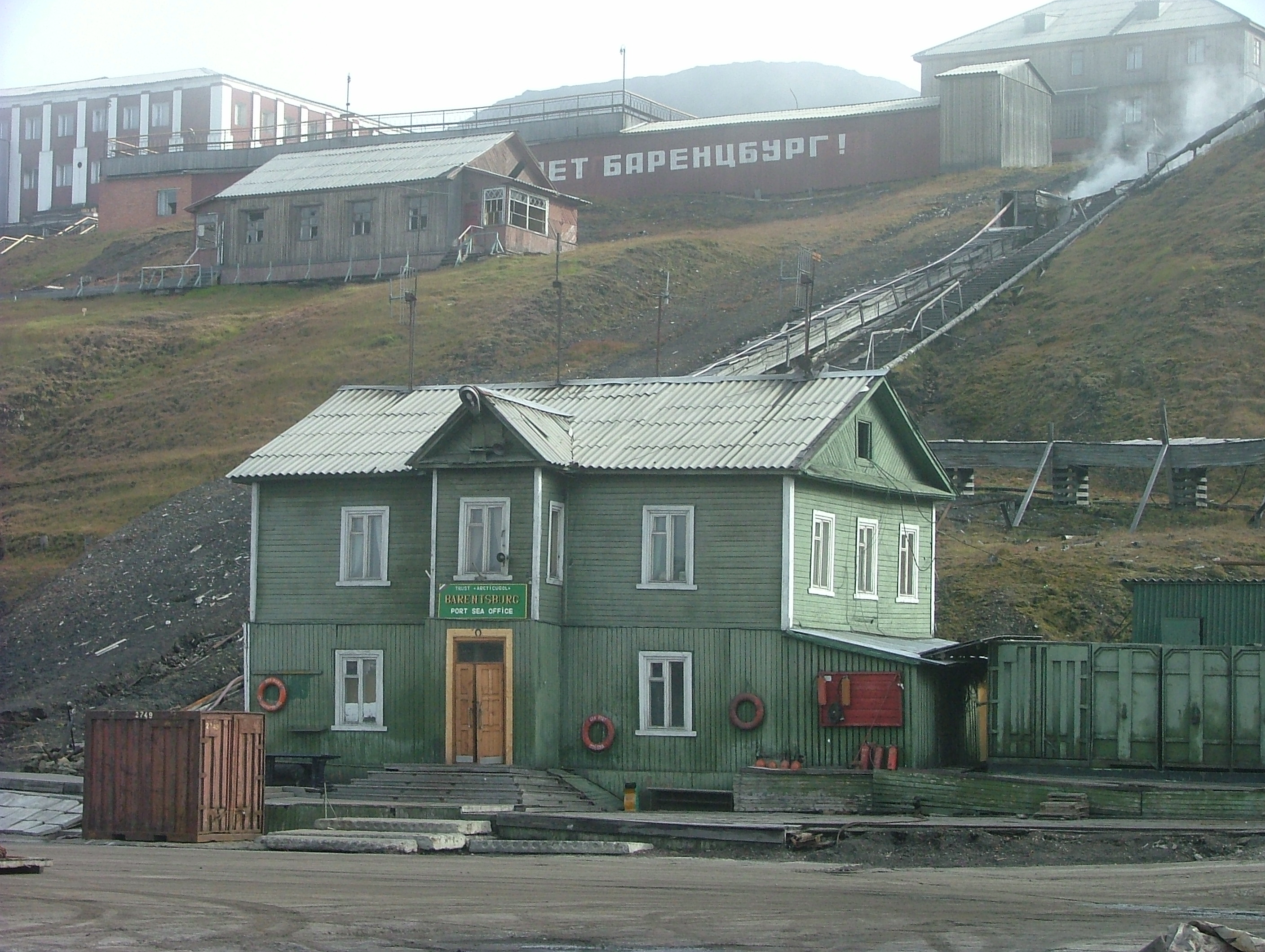
Barentsburg, vista dal porto
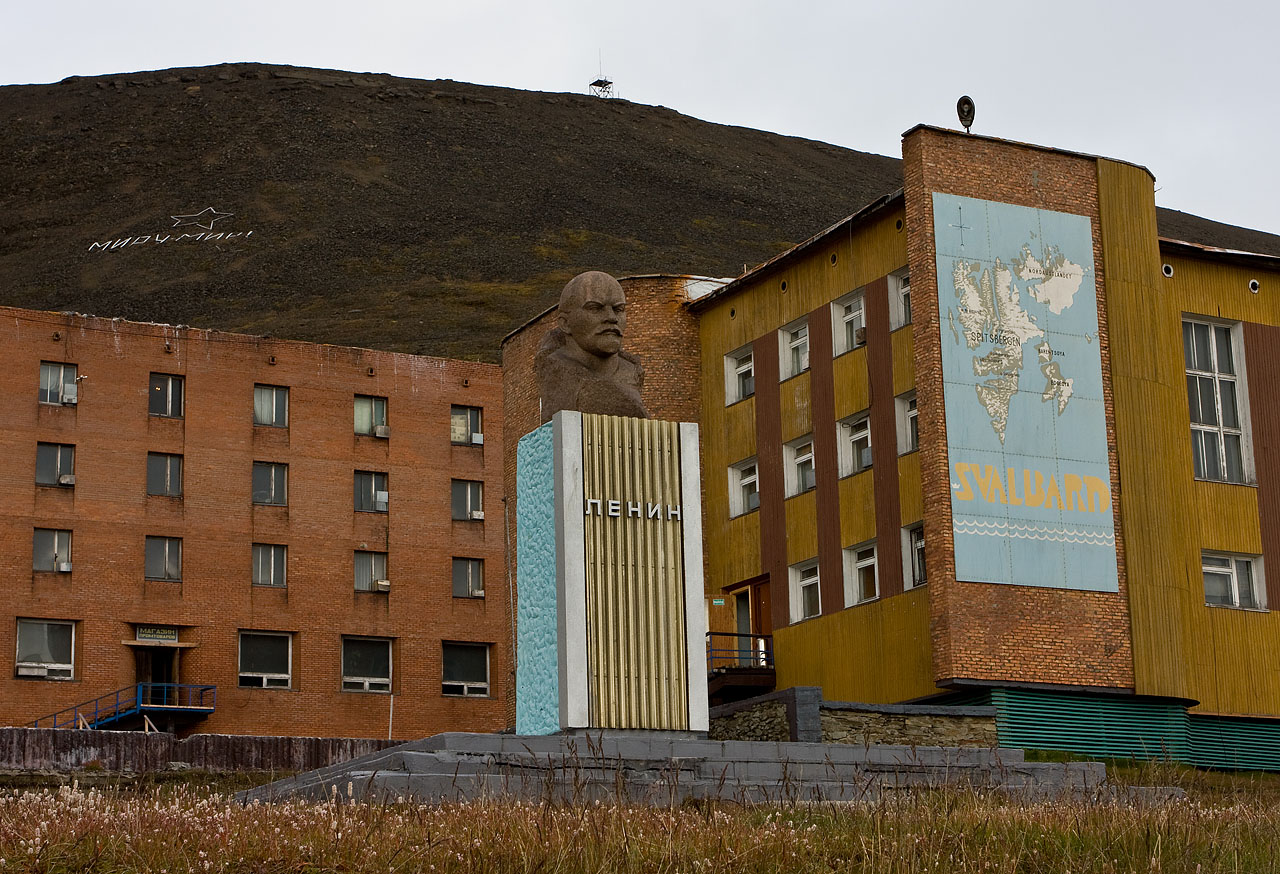
La seconda statua più a nord dedicata a Lenin (la più a nord è a Pyramiden)
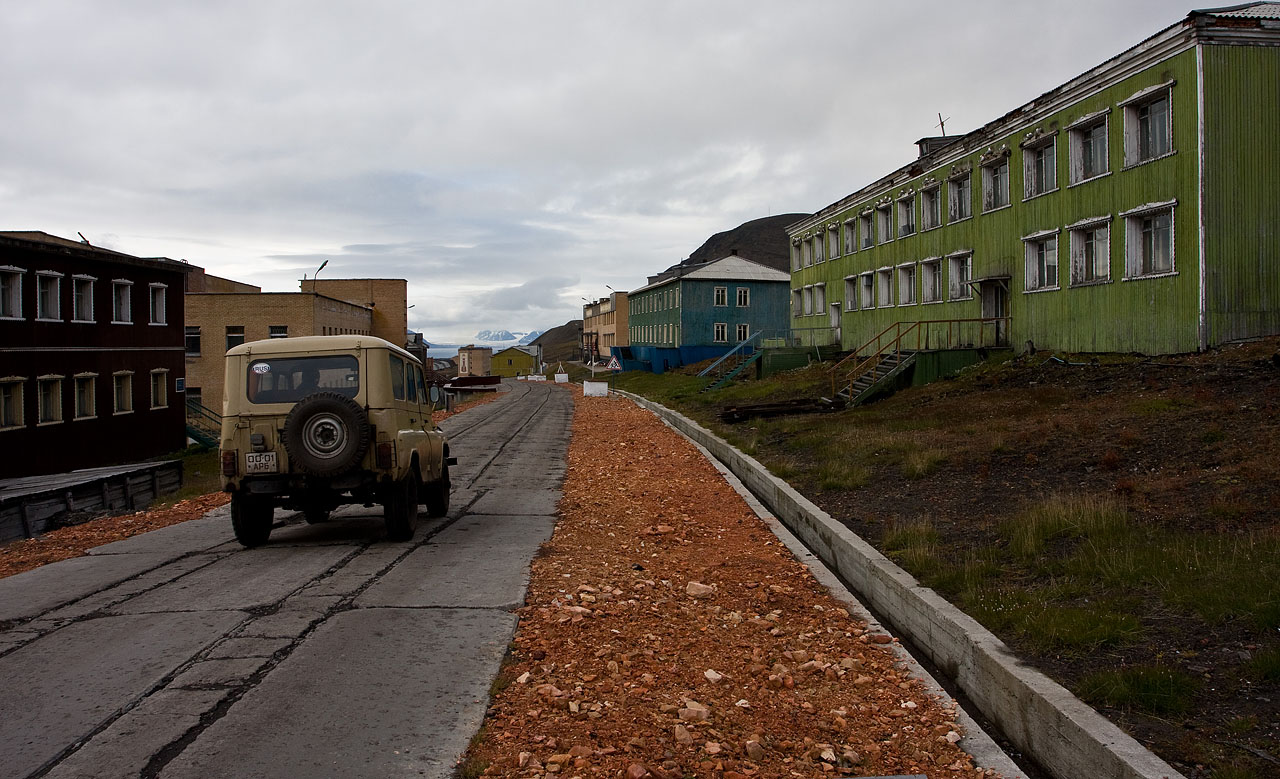
La strada principale, ulitsa Ivana Starostina
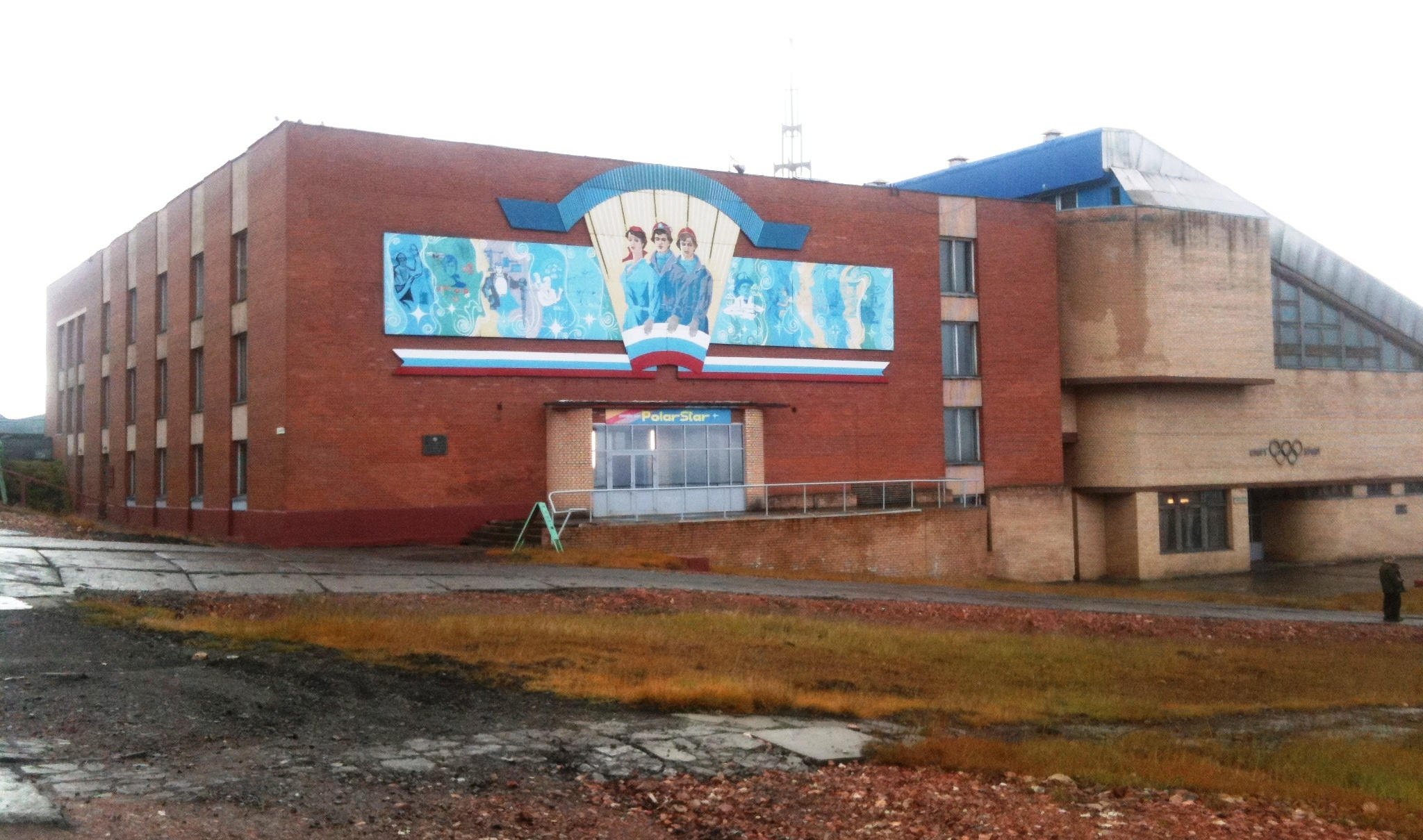
Il Palazzo della cultura dello sport nel 2011 (prima del restyling esterno)
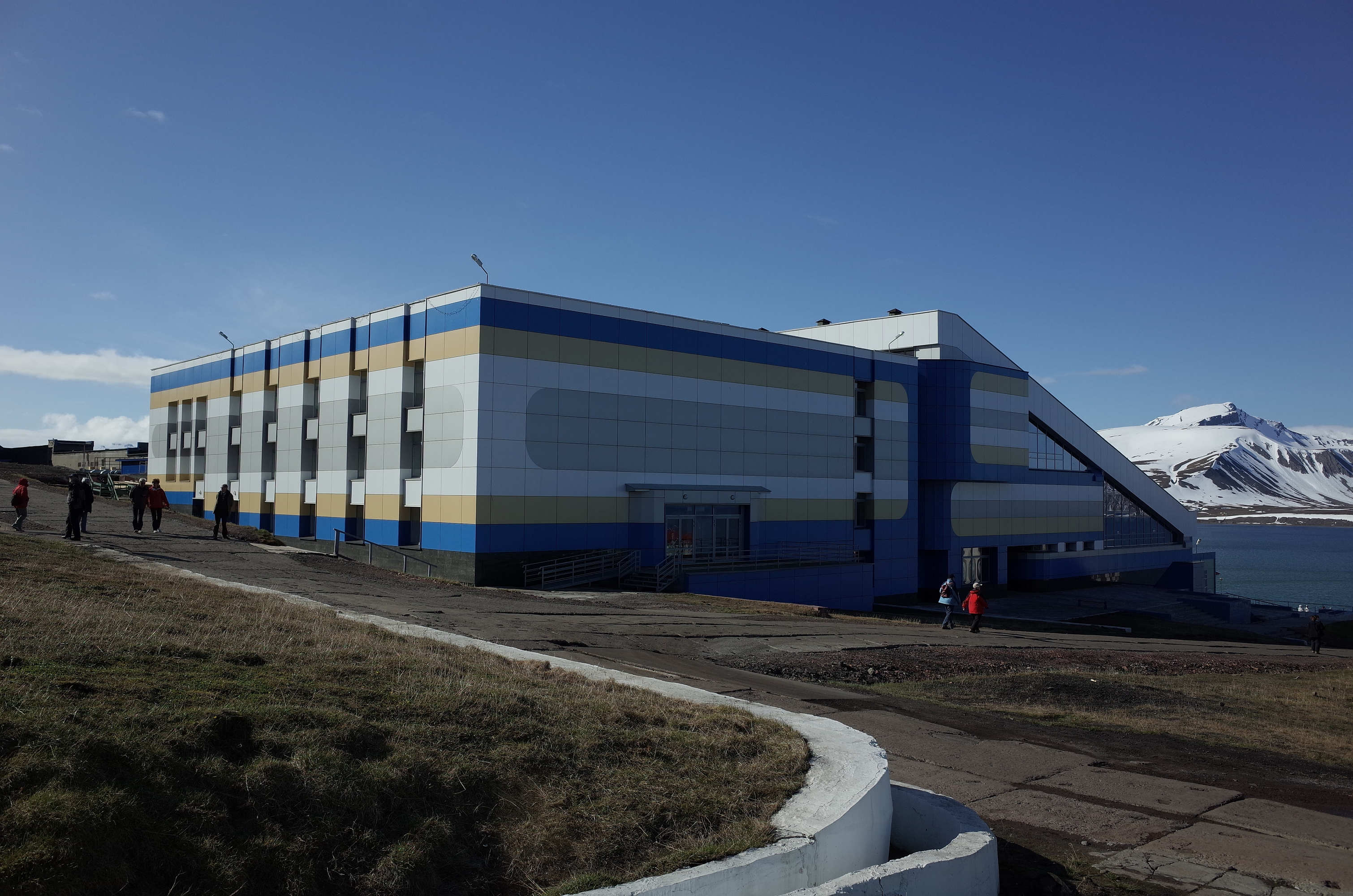
Il Palazzo della cultura dello sport, dopo la recente ristrutturazione della struttura esterna avvenuta nel 2015
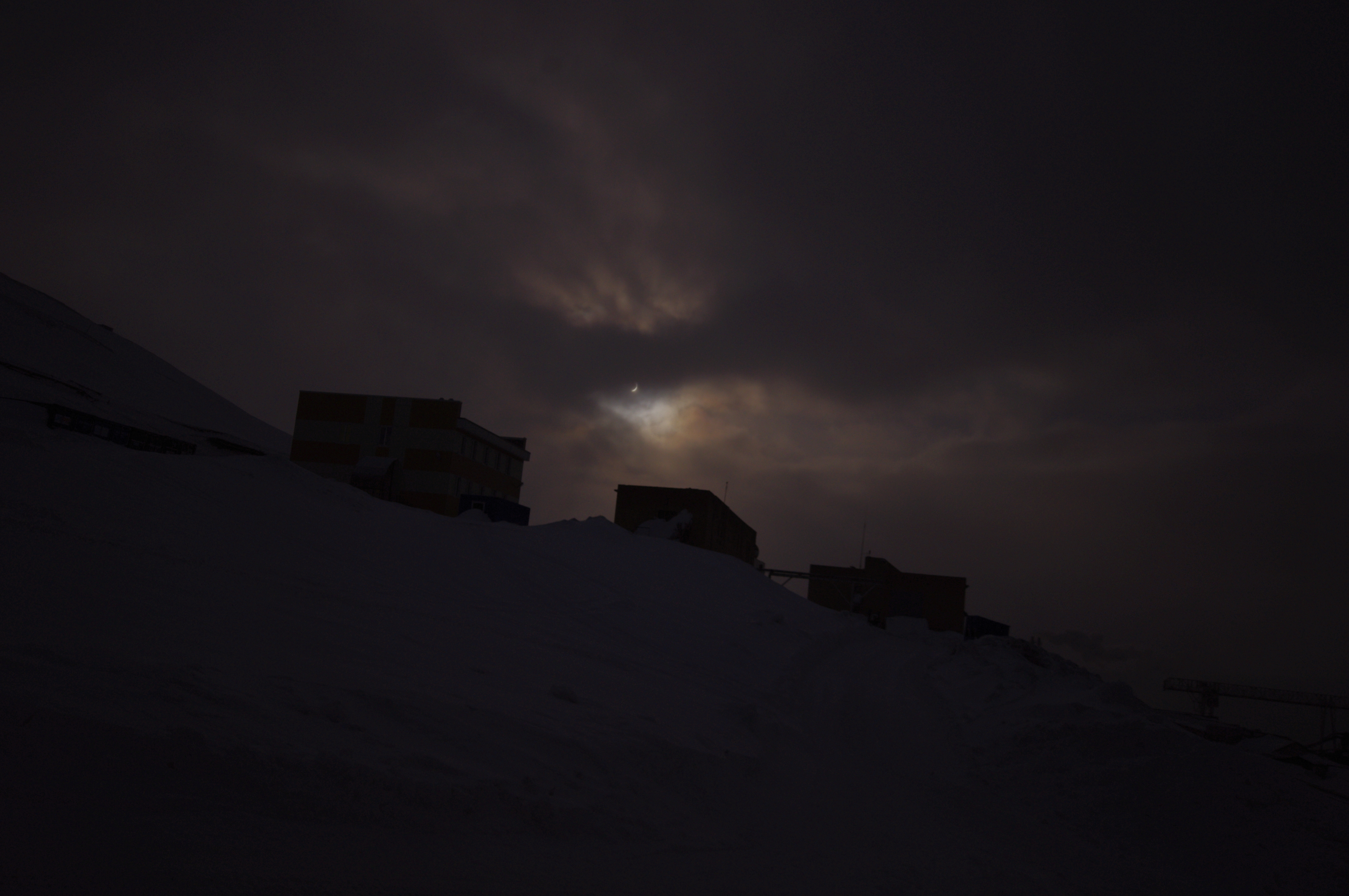
L'eclissi solare del 20 marzo 2015